# Fonografcylinder

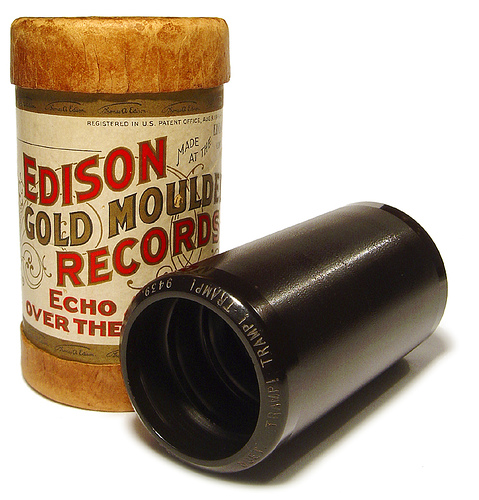
En fonografcylinder från Edison Records.

En fonografcylinder eller fonografrulle är ett tidigt medium för inspelning och avspelning av ljud. Apparaten man använder för avspelning kallas fonograf. Systemet användes kommersiellt från slutet av 1880-talet fram till 1929, då de sista fonografrullarna tillverkades. 

## Historik
Cylindrarna tillverkades av olika hårda material, bland annat shellack, för att vara hållbara och slitstarka. De var cirka 105 millimeter långa och hade en diameter på cirka 55 millimeter. De spelades med en hastighet av cirka 160 varv i minuten. De ursprungliga rullarna hade en speltid på cirka två minuter, men systemet utvecklades senare så att rullar med speltid på cirka fyra minuter blev möjliga. 
Rullarna levererades till kunderna i cylindriska pappaskar med lock. Från början fanns notering om vad rullen innehöll tryckt endast på pappasken och/eller en medföljande etikett, men senare infördes noteringar om inspelningen ingraverat på cylinderns kortsida. Det var inte ovanligt att inspelningen började med en röst som talade om vad det var för musikstycke man skulle få höra. 
Systemet med fonografrullar hade sin storhetsperiod under första årtiondet av 1900-talet. Därefter började de mer praktiska och mindre skrymmande grammofonskivorna konkurrera ut fonografcylindrarna. De flesta tillverkare övergav systemet på 1910-talet, men Edison Records, som satsat hårt på fonografrullarna, fortsatte med tillverkning och distribution ända fram till 1929.
Den svenska produktionen av inspelade fonografrullar behandlas i boken Den talande maskinen: de första inspelade ljuden i Sverige och Norden från 2008.

## I populärkultur
I Nickelodeons program Huset Anubis hittar Nina och Fabian gamla cylindrar som används för att lösa husets mysterier.

## Bilder, exempel

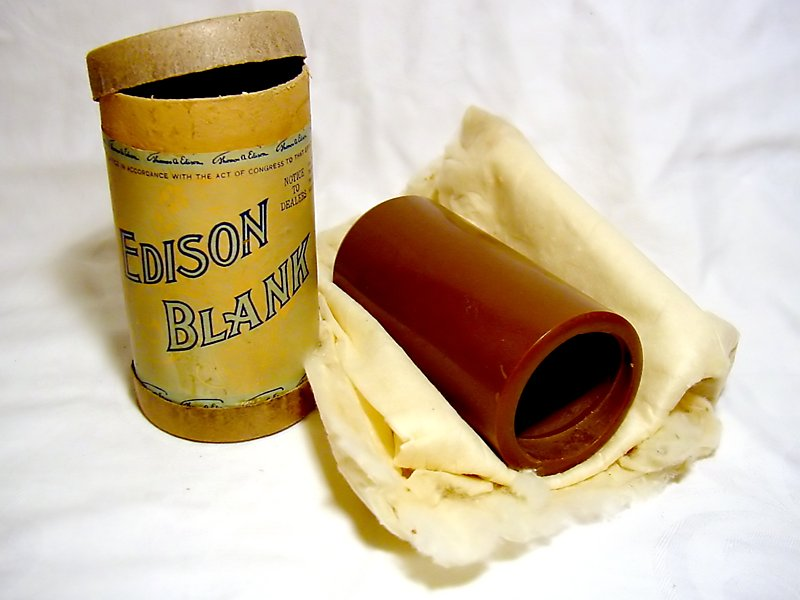
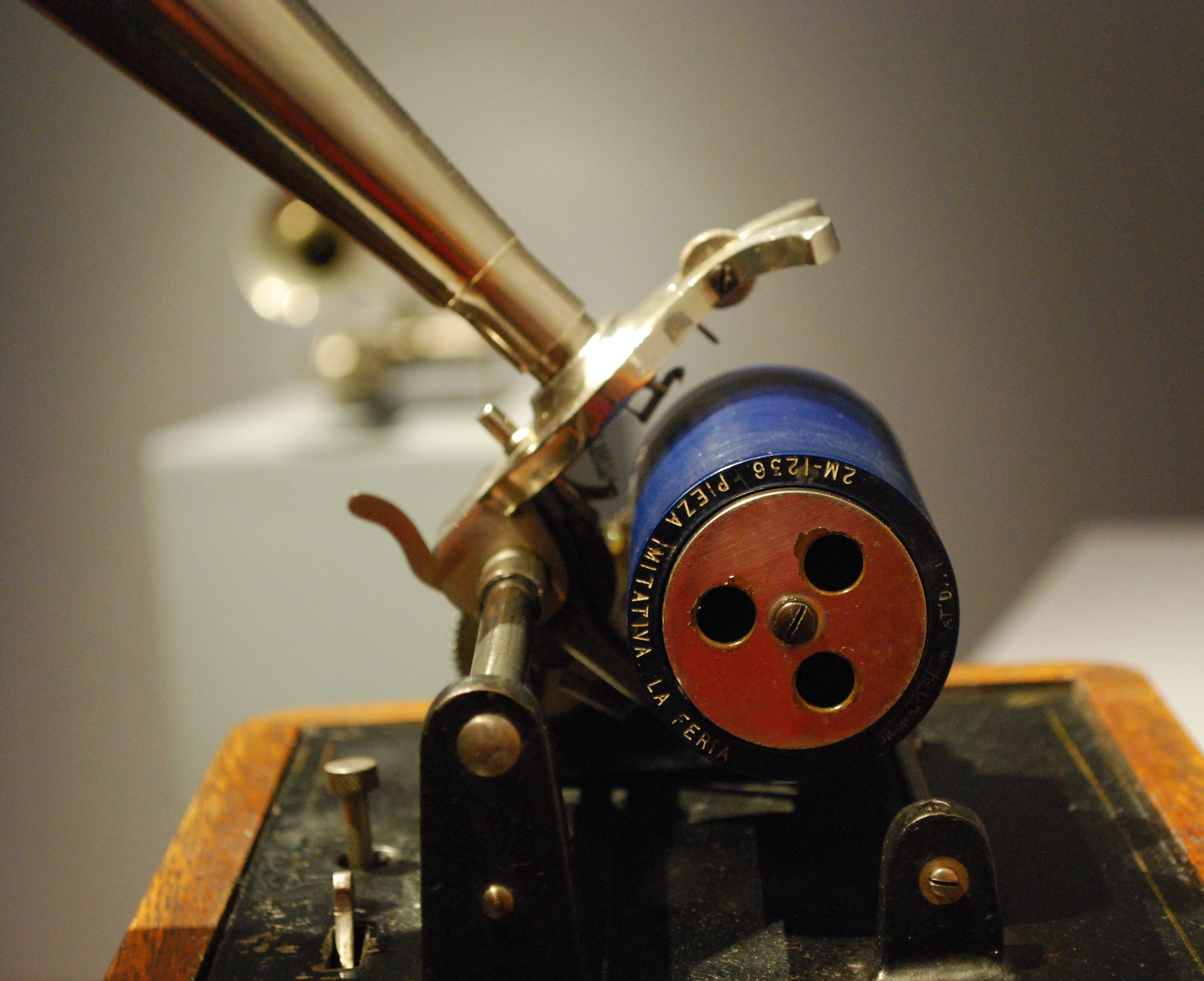
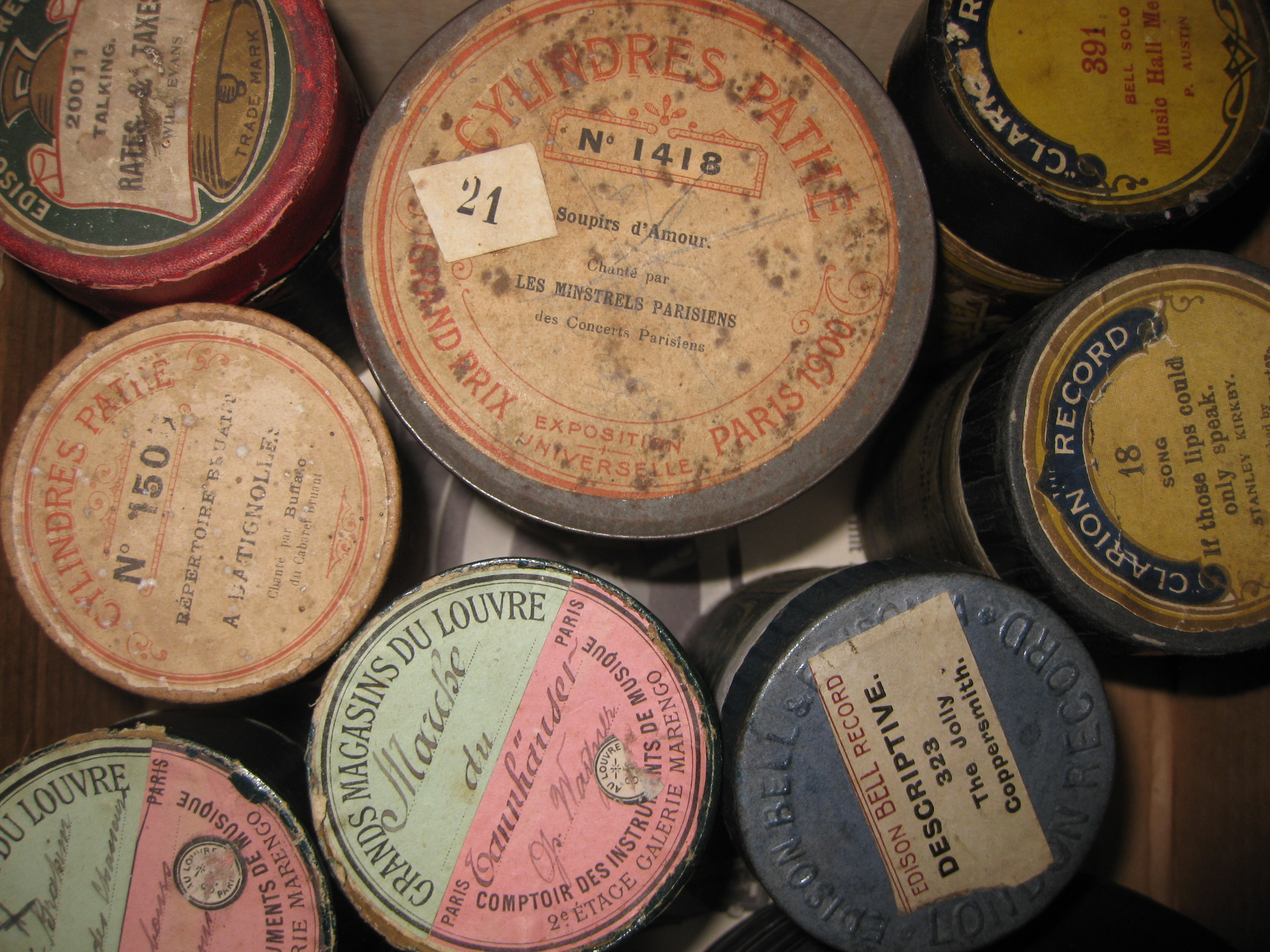
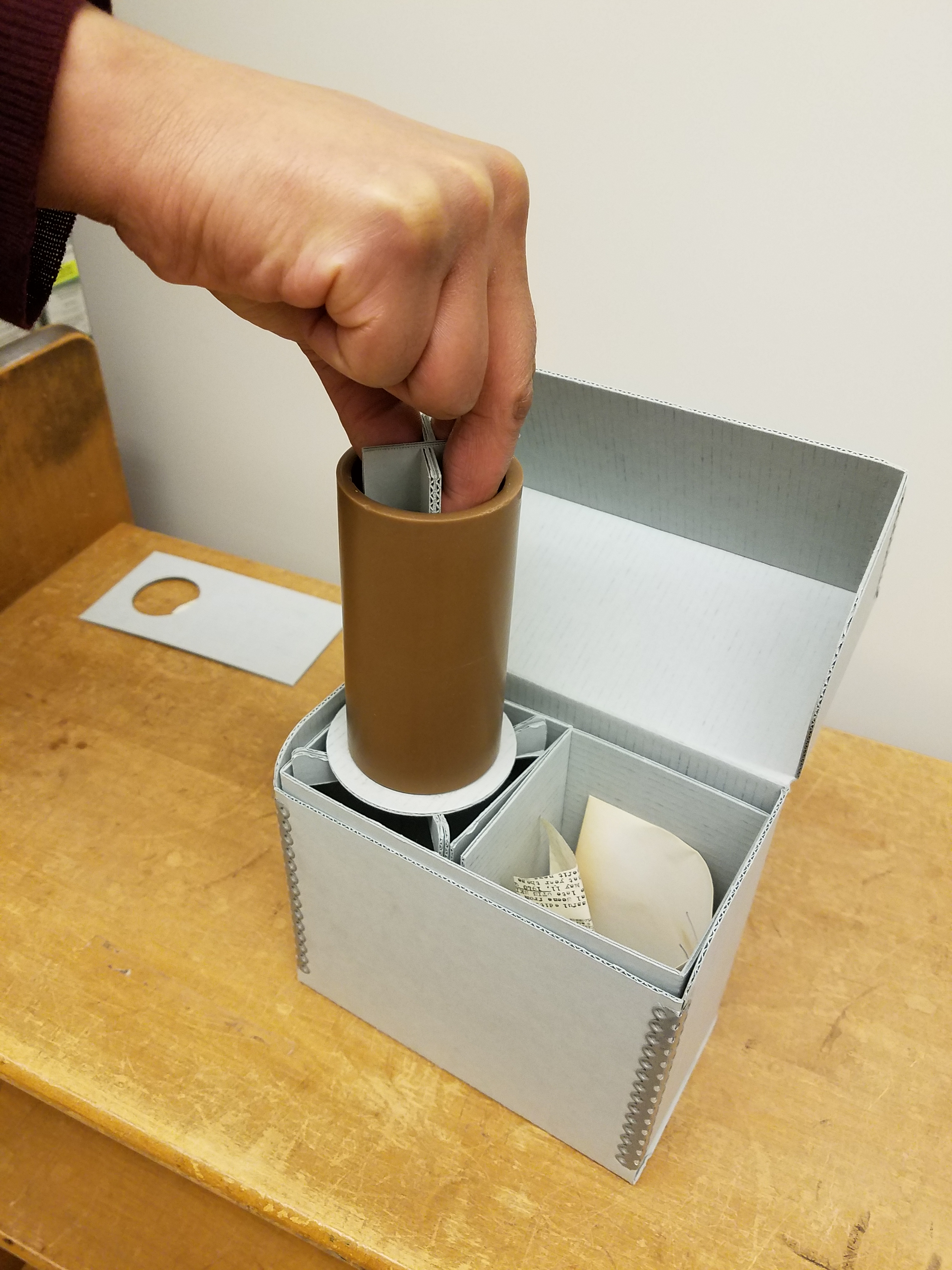